# Червоное (Криничанский район)
Червоное (укр. Червоне) — село,
Преображенский сельский совет,
Криничанский район,
Днепропетровская область,
Украина.
Код КОАТУУ — 1222085509. Население по переписи 2001 года составляло 51 человек.

## Географическое положение
Село Червоное находится на правом берегу реки пересыхающей безымянной речушки,
выше по течению на расстоянии в 2,5 км расположено село Ветровка,
ниже по течению на расстоянии в 2,5 км расположено село Смоленка,
на противоположном берегу — село Михайловка.
На реке сделано несколько запруд.